# ヘザー・ワトソン
ヘザー・ワトソン（Heather Watson, 1992年5月19日 - ）は、イギリス・ガーンジー・セント・ピーター・ポート出身の女子プロテニス選手。2016年ウィンブルドン選手権混合ダブルスでヘンリ・コンティネンとペアを組み優勝した。これまでにWTAツアーでシングルス4勝、ダブルス4勝を挙げている。自己最高ランキングはシングルス38位、ダブルス39位。身長170cm、体重63kg。右利き、バックハンド・ストロークは両手打ち。

## 来歴
ワトソンは7歳でテニスを始め、12歳のときにニック・ボロテリー・テニスアカデミーに通うためアメリカフロリダ州に移住する。2009年全米オープンのジュニアシングルスで優勝し、この年からITFサーキット大会に出場を始める。
2010年ウィンブルドン選手権で主催者推薦選手として4大大会に初出場し1回戦でロミナ・オプランディに 4-6, 6-1, 3-6 で敗退した。
2011年全仏オープンでは予選から勝ち上がり2度目の4大大会に出場、1回戦でステファニー・フォレッツを 7-6(6), 6-1 で破り4大大会初勝利を挙げる。2回戦では第16シードのカイア・カネピに 1-6, 3-6 で敗れた。全米オープンでは1回戦で第3シードのマリア・シャラポワと対戦し第1セットを奪ったが 6-3, 5-7, 3-6 で逆転負けを喫した。
2012年ウィンブルドン選手権は1回戦でイベタ・ベネソバを 6-2, 6-1 、2回戦ではジェイミー・ハンプトンを 6-1, 6-4 で破り4大大会では初めて3回戦に進出した。3回戦では第3シードのアグニエシュカ・ラドワンスカに 0-6, 2-6 で敗れた。バンク・オブ・ウエスト・クラシックではマリーナ・エラコビッチと組んだダブルスで初めて決勝に進出し、ヤルミラ・ガイドソバ&バニア・キング組を 7–5, 7–6(7) で破り初のダブルスタイトルを獲得した。地元のロンドン五輪にも出場し、シングルスは2回戦でロシアのマリア・キリレンコに、ローラ・ロブソンと組んだダブルスでは1回戦でドイツのアンゲリク・ケルバー&ザビーネ・リシキ組に 6-1, 4-6, 3-6 で敗れた。
10月のHPオープンでは単複で決勝に進出した。シングルスでは張凱貞に 7–5, 5–7, 7–6(4) で勝利しシングルスツアー初優勝を果たした。イギリス女子選手のシングルス優勝は1988年のサラ・ゴーマー以来で24年ぶりの優勝であった。クルム伊達公子と組んだダブルスではラケル・コップス＝ジョーンズ&アビゲイル・スピアーズ組に 1–6, 4–6 で敗れ準優勝となった。
2015年1月のホバート国際決勝でマディソン・ブレングルを 6–3, 6–4 で破り2年3カ月ぶりのツアー2勝目を挙げた。
2016年ウィンブルドン選手権混合ダブルスでヘンリ・コンティネンとペアを組み決勝でロベルト・ファラ&アンナ＝レナ・グローネフェルト組を  7–6(5), 6–4 で破り優勝し初の4大大会タイトルを獲得した。

## WTAツアー決勝進出結果

### シングルス: 5回 (4勝1敗)
| 大会グレード                  |
| ----------------------------- |
| グランドスラム (0–0)          |
| WTAファイナルズ (0–0)         |
| プレミア・マンダトリー (0–0)  |
| プレミア5 (0-0)               |
| WTAエリート・トロフィー (0-0) |
| プレミア (0–0)                |
| インターナショナル (4–1)      |

| 結果   | No. | 決勝日         | 大会       | サーフェス | 対戦相手                 | スコア           |
| ------ | --- | -------------- | ---------- | ---------- | ------------------------ | ---------------- |
| 優勝   | 1.  | 2012年10月14日 | 大阪       | ハード     | 張凱貞                   | 7–5, 5–7, 7–6(4) |
| 優勝   | 2.  | 2015年1月17日  | ホバート   | ハード     | マディソン・ブレングル   | 6–3, 6–4         |
| 優勝   | 3.  | 2016年3月6日   | モンテレイ | ハード     | キルステン・フリプケンス | 3–6, 6–2, 6–3    |
| 準優勝 | 1.  | 2019年10月13日 | 天津       | ハード     | レベッカ・ペテルソン     | 4–6, 4–6         |
| 優勝   | 4.  | 2020年2月29日  | アカプルコ | ハード     | レイラ・フェルナンデス   | 6–4, 6–7(8), 6–1 |

### ダブルス: 9回 (4勝5敗)
| 結果   | No. | 決勝日         | 大会               | サーフェス    | パートナー             | 対戦相手                                            | スコア                 |
| ------ | --- | -------------- | ------------------ | ------------- | ---------------------- | --------------------------------------------------- | ---------------------- |
| 優勝   | 1.  | 2012年7月16日  | スタンフォード     | ハード        | マリーナ・エラコビッチ | ヤルミラ・ガイドソバ バニア・キング                 | 7–5, 7–6(7)            |
| 優勝   | 2.  | 2012年8月25日  | ダラス             | ハード        | マリーナ・エラコビッチ | リガ・デクメイエレ イリーナ・ファルコニ             | 6–3, 6–0               |
| 準優勝 | 1.  | 2012年9月16日  | ケベック・シティー | ハード (室内) | アリシア・ロソルスカ   | タチヤナ・マレック クリスティナ・ムラデノビッチ     | 6–7(5), 7–6(6), [7–10] |
| 準優勝 | 2.  | 2012年10月14日 | 大阪               | ハード        | クルム伊達公子         | ラケル・コップス＝ジョーンズ アビゲイル・スピアーズ | 1–6, 4–6               |
| 優勝   | 3.  | 2014年7月27日  | バクー             | ハード        | アレクサンドラ・パノワ | ラルカ・オラル シャハー・ピアー                     | 6-2, 7–6(3)            |
| 準優勝 | 3.  | 2016年10月16日 | 香港               | ハード        | ナオミ・ブローディ     | 詹皓晴 詹詠然                                       | 3–6, 1–6               |
| 優勝   | 4.  | 2018年3月3日   | アカプルコ         | ハード        | タチヤナ・マリア       | ケイトリン・クリスティアン サブリナ・サンタマリア   | 7–5, 2–6, [10–2]       |
| 準優勝 | 4.  | 2018年6月17日  | ノッティンガム     | 芝            | ミハエラ・ブザルネスク | アリシア・ロソルスカ アビゲイル・スピアーズ         | 3–6, 6–7(5)            |
| 準優勝 | 5.  | 2019年2月24日  | ブダペスト         | ハード (室内) | ファニ・ストラー       | エカテリーナ・アレクサンドロワ ベラ・ズボナレワ     | 4–6, 6–4, [7–10]       |

## 4大大会シングルス成績
略語の説明
| W | F | SF | QF | #R | RR | Q# | LQ | A | Z# | PO | G | S | B | NMS | P | NH |

W=優勝, F=準優勝, SF=ベスト4, QF=ベスト8, #R=#回戦敗退, RR=ラウンドロビン敗退, Q#=予選#回戦敗退, LQ=予選敗退, A=大会不参加, Z#=デビスカップ/BJKカップ地域ゾーン, PO=デビスカップ/BJKカッププレーオフ, G=オリンピック金メダル, S=オリンピック銀メダル, B=オリンピック銅メダル, NMS=マスターズシリーズから降格, P=開催延期, NH=開催なし.
| 大会           | 2010 | 2011 | 2012 | 2013 | 2014 | 2015 | 2016 | 2017 | 2018 | 2019 | 2020 | 通算成績 |
| -------------- | ---- | ---- | ---- | ---- | ---- | ---- | ---- | ---- | ---- | ---- | ---- | -------- |
| 全豪オープン   | A    | LQ   | 1R   | 3R   | 1R   | 1R   | 1R   | 2R   | 1R   | 1R   | 2R   | 4–9      |
| 全仏オープン   | A    | 2R   | 2R   | 1R   | 2R   | 2R   | 2R   | LQ   | 2R   | LQ   |      | 6–7      |
| ウィンブルドン | 1R   | 1R   | 3R   | 1R   | 2R   | 3R   | 1R   | 3R   | 1R   | 2R   |      | 8–10     |
| 全米オープン   | LQ   | 1R   | 1R   | 1R   | 1R   | 1R   | 1R   | 1R   | 1R   | LQ   |      | 0–8      |